# ارتش ۵۸ ترکیبی گارد
ارتش ۵۸ ترکیبی گارد (انگلیسی: 58th Guards Combined Arms Army) ارتش میدانی بازوی ترکیبی نیروی زمینی روسیه است، که مقر آن در ولادی‌قفقاز، اوستیای شمالی-آلانیا، در منطقه نظامی جنوبی روسیه قرار دارد. 
ارتش ۵۸ ترکیبی گارد در سال ۱۹۴۱ به‌عنوان بخشی از ارتش سرخ اتحاد جماهیر شوروی تشکیل شد و از سال ۱۹۹۵ بخشی از ارتش روسیه بوده است. این ارتش در جنگ جهانی دوم، جنگ دوم چچن، گروگان‌گیری در مدرسه بسلان، جنگ روسیه و گرجستان، جنگ روسیه و اوکراین و حمله روسیه به اوکراین حضور داشته است.